# 諏訪御料人
諏訪御料人（すわごりょうにん、享禄2年（1530年） - 弘治元年11月6日（1555年12月18日））は、武田晴信（信玄）の側室で武田勝頼の母。諏訪頼重と側室の小見（麻績）氏の娘（太方様）。諏訪御「寮」人とも表記される。異母弟には、頼重の後室の禰々の産んだ寅王（千代宮丸）がいる。実名が不詳で、史料上においては諏訪御料人（御寮人）・諏訪御前（いずれも貴人の女性を指す）と記されている。

## 略歴
諏訪御料人の生年は確実な史料からは判明しないが、『甲陽軍鑑』に拠れば諏訪御料人が信玄に輿入れしたのは天文14年に14歳の時とされており、これに従えば享録2年（1530年）生まれとなる。『甲陽軍鑑』では、諏訪御料人を「かくれなきびじん」と記しており、容貌を讃えている。
父の頼重が諏訪氏当主であったころ、諏訪氏と甲斐守護の武田氏は同盟関係にあり、頼重正室には武田信虎の娘・禰々御料人が迎えられていた。天文10年（1541年）6月に信虎は嫡男晴信（信玄）により追放される政変が発生する。同年7月、関東管領の上杉憲政が小県郡へ侵攻すると、頼重は上杉氏と和睦・領土分割を行い、晴信はこれを盟約違反と捉え、翌天文11年6月には諏訪氏との同盟を破棄し、諏訪へ侵攻する。
武田氏により諏訪地方は制圧され、父の頼重は同年7月22日に甲斐国・甲府の東光寺において死去する。信玄は当初、諏訪家惣領に頼重と禰々御料人の子である千代宮丸を擁立したが、やがてこれを破棄し、自らが頼重の娘を側室に迎え、生まれた男子に諏訪惣領家を継承させる路線を選択したという。
諏訪御料人が甲斐へ輿入れした時期は、天文12年（1543年）説、天文14年（1545年）説がある。天文12年説は、『高白斎記』天文12年12月15日条に「禰津より御前様」が輿入れしたと記されている記述を、諏訪御料人の輿入れと解釈したものである。この説は根拠が不詳で、武田系図に拠れば禰津元直の娘が信玄の側室として嫁していることから、「禰津より御前様」を諏訪御料人に比定することには慎重視する説もある。
一

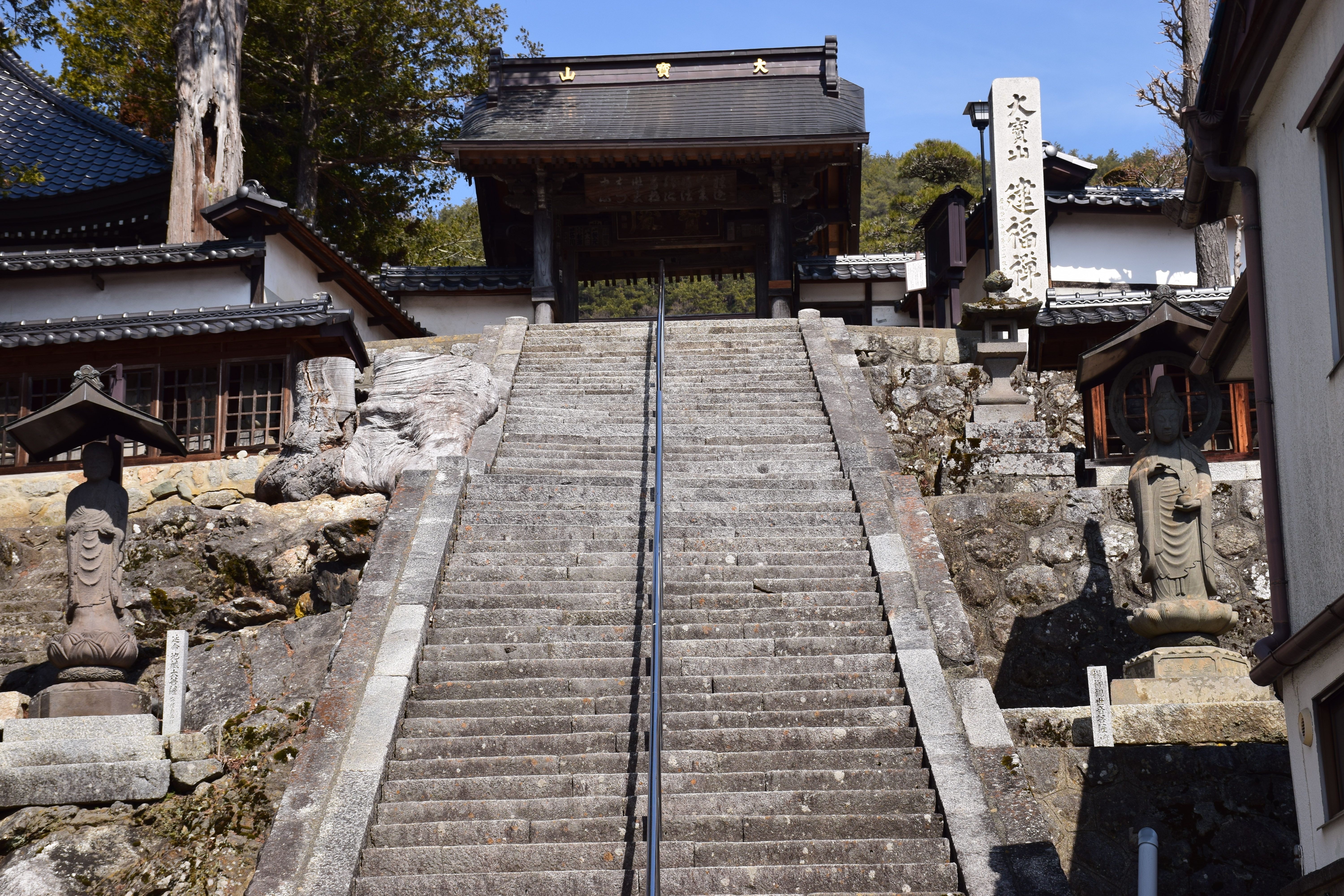
建福寺

方、天文14年説は『甲陽軍鑑』に拠るもので、諏訪御料人は天文14年・14歳のときに信玄の側室となり、甲府の躑躅ヶ崎館に迎えられたという。『甲陽軍鑑』『武田源氏一統系図』によれば、天文15年（1546年）には勝頼が産まれている。『甲陽軍鑑』に拠れば、頼重の娘である諏訪御料人を迎えることには武田家中に反対論があったと言われ、山本勘助が家中を説得したとする逸話を記している。
諏訪御料人は弘治元年11月6日に死去する。没年は天文23年（1554年）とも。墓所は長野県伊那市高遠町の建福寺（当時は乾福寺と称した）。『鉄山集』によれば、法名は「乾福寺殿梅巌妙香大禅定尼」。なお、長野県岡谷市の小坂観音院にある墓は、戦後に井上靖の小説『風林火山』で由布姫（諏訪御料人）が過ごしそこで死去したという設定により、現代になってから建てられた。
『武田御日坏帳三番』によれば、永禄12年（1569年）7月13日には、勝頼が高野山成慶院に位牌を奉納している。また、『鉄山集』『仏眼禅師語録』によれば、勝頼は元亀2年（1571年）11月1日に、高遠において鉄山宗純を招いて十七回忌の法要を実施している。
なお、晴信の側室になるにあたり敵将の娘では都合が悪いため、禰津元直の養女になったとの説があり、この場合、禰津御寮人と同一人物とされる。この説に従えば勝頼だけでなく、信清も諏訪御料人の子ということになり、信清の生年とされる永禄3年（1560年）または永禄6年（1563年）まで生存していたことになる。

## 生母・麻績氏（太方様）の消息
早くに死去したとされる諏訪御料人に比べ、その生母の麻績氏は、武田家の当主となった武田勝頼の外祖母として、天正10年（1582年）3月の武田氏滅亡まで存命している。お太方様（おだいぼうさま）と称された。
天文11年（1542年）に、夫の頼重が切腹し、諏訪惣領家が滅亡した後は、同じ諏訪氏の一族の禰津元直の元に、娘と共に身柄を預けられていたという説がある。
禰津元直の息子の禰津神平は、武田信虎の娘婿でもあり、武田氏と諏訪氏双方と関わりが深かったため、禰津元直の元に小見氏と諏訪御料人は預けられたと考えられている。その後、何年かは不明だが、娘が信玄に嫁いだ後、小見氏は引き続き、禰津元直の元に身を寄せていたと思われる。
『信州日牌帳』によれば、永禄8年（1565年）3月21日には勝頼による逆修供養（生前供養）が行われている。勝頼と共に高遠城で暮らしていたという。天正3年11月に勝頼が諏訪南宮（長野県辰野町）へ奉納した棟札には、勝頼嫡男の信勝（武王殿）とともに「御祖母」の名が記されている。天正6年（1578年）10月には被官の池上清左衛門が無足で奉公していたことを知った麻績氏は、勝頼の側近小原継忠・跡部勝忠に依頼し、彼に五貫文の所領を与えてくれるように頼み、それを実現させたという。麻績氏直筆の仮名書きに朱印を据えた消息も残されている。
さらに、勝頼・鎮目左衛門尉により鎮目寺（山梨県笛吹市春日居町鎮目）に奉納された棟札にも「大奉様」の名が記されている。この棟札は年未詳であるが、武田家臣のうち甘利信恒・山県昌満両名の名が見られ、甘利信恒は天正4年（1576年）9月に陣中で殺害していることから、天正3年（1575年）5月21日の長篠の戦いから天正4年の間に推定されている。『信長公記』によれば、天正10年（1582年）3月11日に織田信長の武田征伐で勝頼一行が天目山で自害した際に（天目山の戦い）、勝頼に従った「勝頼の叔母大方」の名が見られることから、勝頼とともに自害したと見られている。
長野県長野市大岡地区天宗寺や同県朝日村古川寺に墓所がある。

## 小説の影響
父・頼重と義理の叔父である頼高の二人を、信玄によって騙し討ちにも等しい形で自害に追い込まれ、滅ぼした敵軍の姫である事から武田家の家臣達に疎まれてもおかしくない立場であった以上、有識者の間では「武田信玄最愛の妻」という説には多くの疑問が出ている。小説・ドラマなどの演出によってそのイメージが形成されたといえ、逆に正妻である三条の方は悪妻とのイメージが作られているが、彼女の人物像を伝えるような史料は存在しない。
信玄が正室三条の方と不仲であり、諏訪御料人と勝頼を溺愛したため、正室との他の息子たちを差し置いて勝頼に武田家相続をと考え、ついには勝頼が武田家を継ぐことになった、という説であるが、これは三条の方との息子の武田義信、海野信親、武田信之がそれぞれ「信玄との対立（いわゆる義信事件）」「失明」「夭折」という理由のため家督を継ぐことができなくなった結果と考えるべきであろう。信玄は、武田家の通字「信」を勝頼には与えておらず、諏訪家の通字「頼」を名乗らせていることから、初めから勝頼には諏訪家を継がせるつもりだったと思われる。
武田信玄・勝頼父子を扱った時代小説や時代劇にはしばしば登場するが、実名が不詳であるため、新田次郎の小説『武田信玄』では湖衣姫（こいひめ。諏訪湖に注ぐ六斗川の河口に「衣ヶ崎」という地名があることにヒントを得たもの）、井上靖の小説『風林火山』では由布姫（ゆぶひめ（大河ドラマ版ではゆうひめ）。井上が執筆のため滞在した由布院に因む）と作中名が付けられている。

## 登場作品
作品名の右側に役名を付記する（前述のように実名が不明で作品ごとに名前が異なるため）。
映画
- 風林火山/由布姫（1969年、東宝、演：佐久間良子）

テレビドラマ
- 武田信玄/由布姫（1966年、よみうりテレビ、演：北林早苗）
- 天と地と/諏訪御寮人（1969年、NHK大河ドラマ、演：中村玉緒）
- 風林火山/由布姫（1969年、NETテレビ、演：栗原小巻）
- 武田信玄/湖衣姫（1988年、NHK大河ドラマ、演：南野陽子）
- 武田信玄/珠々姫（1991年、TBS、演：宮崎萬純）
- 風林火山/由布姫（1992年、日本テレビ、演：古手川祐子）
- 風林火山/由布姫（2006年、テレビ朝日、演：加藤あい）
- 風林火山/由布姫（2007年、NHK大河ドラマ、演：柴本幸）
- 天と地と/諏訪御前（のぶ）（2008年、テレビ朝日、演：水橋貴己）

2003年から毎年4月8日に甲府市で、信玄公祭りの前夜祭として、舞鶴城公園で湖衣姫コンテストが行われる（2007年には大河ドラマにちなんで「由布姫コンテスト」と改称）。現在は一般公募となっている。

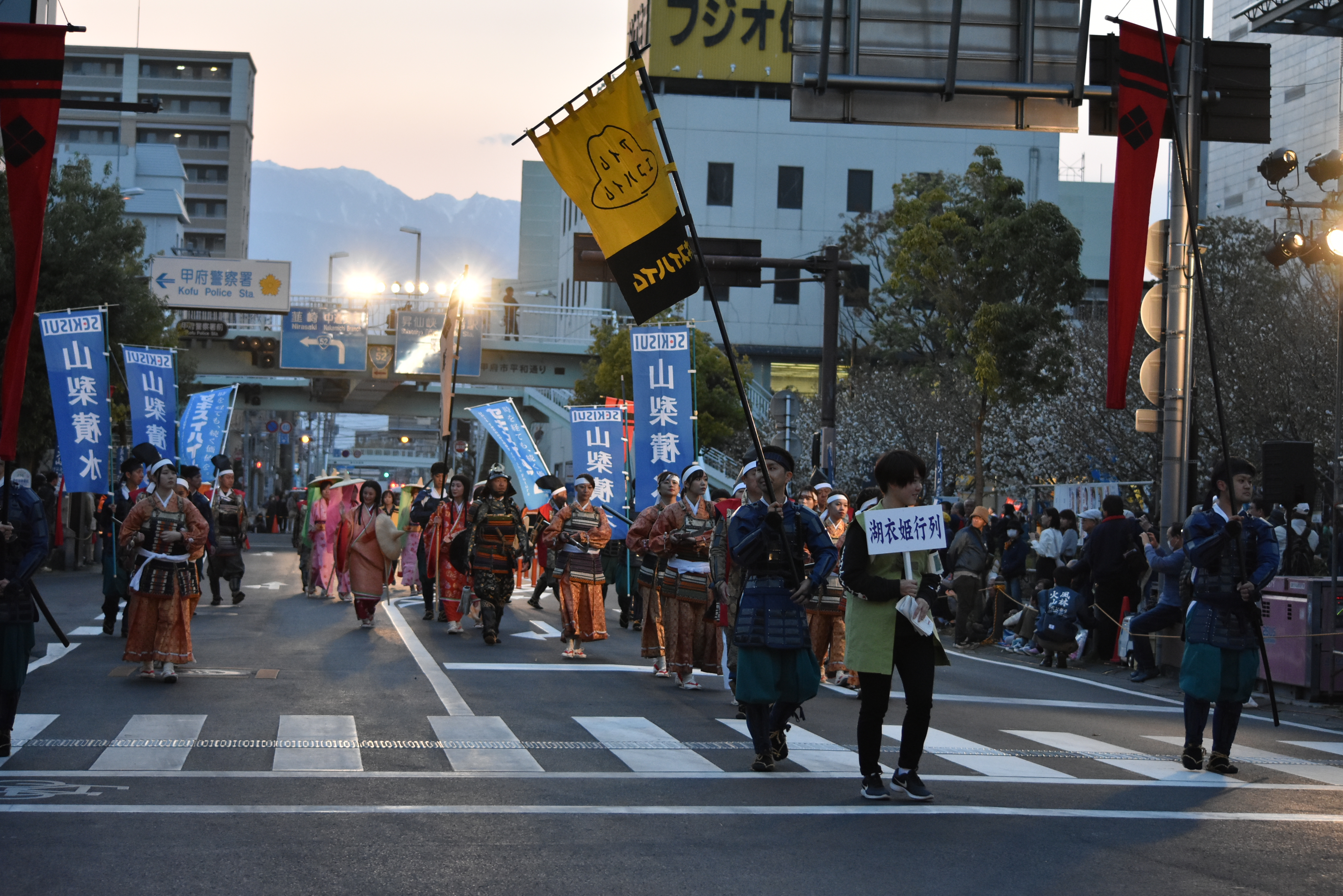
「信玄祭り」湖衣姫行列（2019年4月6日撮影）
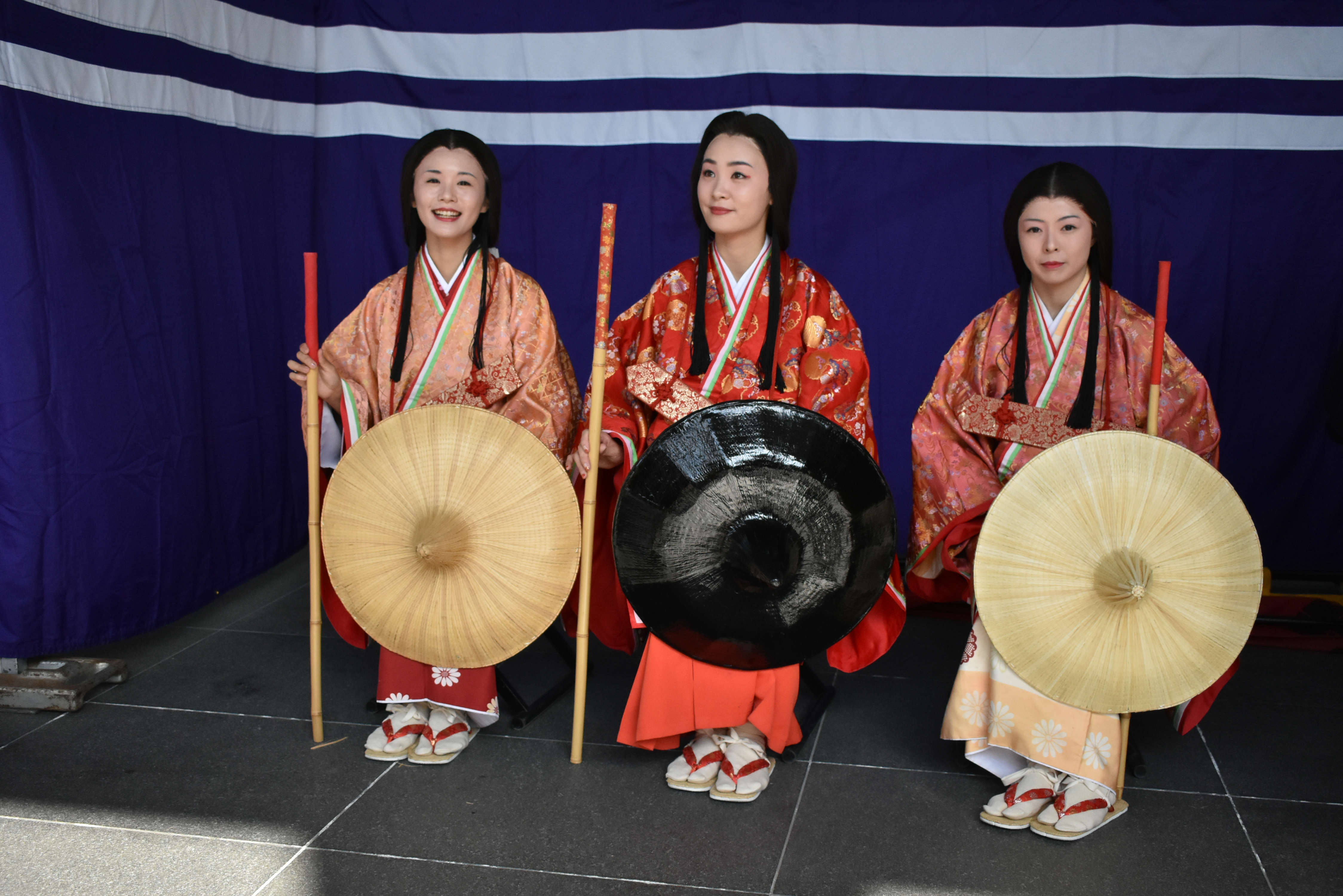
湖衣姫行列陣屋の湖衣姫（2019年4月6日撮影）

楽曲
- 諏訪にすわひめ！（諏訪姫イメージ曲／歌：さくらゆき、作詞：遠野ゆき、作曲：小池勝彦）